# Georges-Léon Pelletier
Georges-Léon Pelletier né le 19 août 1904 à Saint-Épiphane et mort le 24 septembre 1987 à Trois-Rivières, est un homme d'Église canadien, évêque de Trois-Rivières de 1947 à 1975. 

## Biographie
Originaire de Saint-Épiphane (Québec), il reçoit l'ordre en l'année 1931. 
Nommé évêque titulaire de Hephaestus (de) et évêque auxiliaire de Québec par Pie XII le 5 décembre 1942, il reçoit la consécration épiscopale des mains du cardinal Jean-Marie-Rodrigue Villeneuve, archevêque de Québec avec comme co-consécrateurs Alexandre Vachon et Norbert Robichaud. 
Le 26 juillet 1947, il succède à Maurice Roy à la tête du siège trifluvien lorsque ce dernier est nommé archevêque de Québec. En 1975, atteint par la limite d'âge, il cède la place à Laurent Noël pour gouverner le diocèse. Il est décédé en 1987.